# 仙台市立芦口小学校
仙台市立芦口小学校（せんだいしりつ あしのくちしょうがっこう）は、宮城県仙台市太白区芦の口にある公立小学校。

## 沿革
出典
- 1979年（昭和54年）
  - 4月1日 - 八木山、鹿野、金剛沢の各小学校から分離されて芦口小学校が開校[2]
  - 4月5日 - 開校式挙行。
  - 5月7日 - 芦ぶえ児童会発足。
  - 11月30日 - 校旗・校歌制定披露発表会開催。
- 1980年（昭和55年）3月31日 - 第2期校舎増築工事完了。
- 1987年（昭和62年）6月10日 - 児童会旗制定披露。
- 1989年（平成元年）11月25日 - 開校10周年記念式典挙行。
- 1997年（平成9年）3月18日 - プール更衣室完成。
- 1999年（平成11年）11月6日 - 開校20周年記念式典挙行。
- 2002年（平成14年）2月8日 - 校舎耐震・外壁改修工事完了。
- 2006年（平成18年）3月1日 - 体育館耐震補強工事完了。
- 2008年（平成20年）11月30日 - 同窓会組織発足。
- 2009年（平成21年）7月4日 - 開校30周年記念式典挙行。
- 2011年（平成23年）6月21日 - 学校南側に県道長町八木山線開通。
- 2015年（平成27年）11月28日 - 県道長町八木山線全線開通。
- 2016年（平成28年）5月20日 - 県道長町八木山線通学路申請。
- 2017年（平成29年）
  - 3月 - 県道長町八木山線通学路の申請が承認。
  - 6月1日 - 心のバリアフリー実施校認定。
- 2019年（令和元年）11月30日 - 開校40周年記念式典挙行。
- 2022年（令和4年）
  - 2月1日 - 学校運営協議会（芦っ子協議会）発足。
  - 6月14日 - 体育館トイレ改修工事完了。
- 2023年（令和5年）8月20日 - プール改修工事完了。

## 学区
出典
- 青山2丁目（1番）
- 芦の口（全域）
- 大塒町（全域）
- 恵和町（28番の一部及び41番を除く）
- 土手内1丁目（6番の一部、8番、9番、10番の一部）
- 土手内2丁目（2～6番）
- 土手内3丁目（全域）
- 西の平1丁目（19～21番、22番の一部、23～27番）
- 西の平2丁目（2番の一部、7～39番）
- 三神峯1丁目（6番、8番）
- 緑ケ丘2丁目（12～23番）
- 緑ケ丘4丁目（1番の一部、2～7番）
- 八木山東1丁目（2番の一部、3～8番、18番、19番）

## 進学先
出典
- 仙台市立八木山中学校 - 青山2丁目(1番)、芦の口、大塒町(39番の一部を除く)、恵和町(28番の一部及び41番除く)、西の平2丁目(7～23番、32～39番)、緑ケ丘4丁目(1番の一部、2～7番)、八木山東1丁目(2番の一部、3～8番、18番、19番)から通う児童の進学先
- 仙台市立長町中学校 - 大塒町(39番の一部)、土手内1丁目(6番の一部、8番、9番、10番の一部)、土手内2丁目(2～6番)、土手内3丁目、緑ケ丘2丁目(12～23番)から通う児童の進学先
- 仙台市立西多賀中学校 - 西の平1丁目、西の平2丁目（2番、24～31番）、三神峰1丁目から通う児童の進学先

## 周辺
- 芦ノ口羽黒台公園 - 敷地が隣接。
  - 学校周辺には、芦ノ口羽黒台公園以外の公園も点在する。
- 仙台市芦の口コミュニティセンター
- 仙台市芦の口児童館
- ヨークベニマル仙台西の平店
- 東北大学電子光理学研究センター
- 聖和学園高等学校

## アクセス
- 仙台市営バス「40・B40・N40・Z40」系統で、「恵和町」停留所から、徒歩約890m・約14分。
  - なお、学校付近には、路線バスが通っておらず、また道路の路線形状が悪いため、周辺の停留所まで直線距離では近くても、かなり遠廻りとなる停留所もある。